# Sergio De Gregorio (pływak)
Sergio De Gregorio (ur. 24 lutego 1946 w Rzymie, zm. 28 stycznia 1966 w Bremie) – włoski pływak.
W 1963 roku wystąpił na igrzyskach śródziemnomorskich, na których zdobył srebrny medal w sztafecie 4 × 200 m stylem dowolnym (wraz z Giovannim Orlando, Pierpaolo Spangaro i Massimo Borraccim) z czasem 8:28,5, a także zajął szóste miejsce na 1500 m stylem dowolnym z czasem 18:58,8. W 1964 roku wystartował na igrzyskach olimpijskich, na których był ósmy w sztafecie 4 × 200 m stylem dowolnym (wraz z Bruno Bianchim, Giovannim Orlando i Pietro Boscainim) z czasem 8:18,1, piętnasty na 400 m stylem dowolnym i 36. na 100 m stylem dowolnym.
Był pięciokrotnym mistrzem Włoch na różnych dystansach, a także szesnastokrotnie ustanawiał rekord kraju na różnych dystansach (osiem indywidualnie i osiem w sztafecie). 16 razy wystąpił w reprezentacji Włoch. Zginął wraz z kilkoma innymi pływakami oraz trenerem Paolo Costolim 28 stycznia 1966 roku w katastrofie lotu Lufthansa 005 w drodze na zawody w Bremie.